# Неуменьшаемая сложность
Неуменьшаемая сло́жность, несократимая сложность, неупрощаемая сложность (англ. Irreducible complexity) — аргумент сторонников «разумного замысла», заключающийся в том, что некоторые биологические системы слишком сложны, чтобы эволюционировать от более простых, «функционально менее полных» предшественников посредством естественного отбора — непрерывной последовательности возникающих случайным образом полезных мутаций. Это центральный аргумент концепции разумного замысла. Научное сообщество отвергает его как несостоятельный, считая концепцию разумного замысла псевдонаучной. Кроме неуменьшаемой сложности в арсенале сторонников разумного замысла есть ещё один похожий аргумент, называемый «определенной сложностью» (англ. specified complexity).
Профессор биохимии Майкл Бихи, автор термина «неуменьшаемая сложность», определяет неуменьшаемо сложную систему как систему, представляющую собой совокупность нескольких хорошо соответствующих друг другу взаимодействующих частей, одинаково важных для выполнения основных функций системы, так что удаление любой из этих частей делает систему неработоспособной. Для ряда случаев «неуменьшаемой сложности» специалистами в области эволюционной биологии предложены сценарии эволюции таких систем, что позволяет считать аргумент «неуменьшаемой сложности» попадающим под логический принцип Argumentum ad ignorantiam («незнание не есть научный аргумент»). В 2005 году в ходе судебного дела «Кицмиллер против школьного округа Довер» Бихи выступил в качестве эксперта по вопросу о «неуменьшаемой сложности». Суд установил, что «утверждения профессора Бихи опровергнуты в рецензируемых научных работах и в большинстве своём отвергаются научным сообществом».

## Определения
Термин «неуменьшаемая сложность» был введён Майклом Бихи. Систему, которая обладает неуменьшаемой сложностью, он определил следующим образом:

«Система, состоящая из нескольких взаимодействующих частей, которые вносят вклад в общее функционирование системы, и удаление любой из них приводит к полной неработоспособности системы»
Оригинальный текст (англ.)«A single system which is composed of several interacting parts that contribute to the basic function, and where the removal of any one of the parts causes the system to effectively cease functioning»

Сторонники теории разумного замысла утверждают, что в неполном составе такая система или орган либо не будет функционировать вообще, либо приносить ущерб организму, так что организм не сможет выжить в условиях естественного отбора. Хотя они и признают, что появление некоторых сложных систем и органов можно объяснить эволюцией, основа концепции остаётся неизменной — неуменьшаемо сложные системы и органы были либо созданы разумным конструктором, либо разумный конструктор управлял их эволюцией. Соответственно, дискуссия о непреодолимой сложности касается двух вопросов: встречается ли неуменьшаемая сложность в природе, и если встречается, то какую роль она в ней играет.
Майкл Бихи дал ещё одно определение этого термина, рассматривающее неуменьшаемо сложную систему с точки зрения эволюционного процесса, который должен был привести к её появлению:

«Неуменьшаемо сложный эволюционный путь — это эволюционный путь, который содержит необходимые, но отсеиваемые естественным отбором шаги. Степень неуменьшаемой сложности эволюционного пути определяется количеством таких шагов»
Оригинальный текст (англ.)«An irreducibly complex evolutionary pathway is one that contains one or more unselected steps (that is, one or more necessary-but-unselected mutations). The degree of irreducible complexity is the number of unselected steps in the pathway»

Сторонник теории разумного замысла Уильям Дембски даёт такое определение:

«Система, выполняющая данную основную функцию, является неуменьшаемо сложной, если она включает в себя набор хорошо подобранных, взаимодействующих друг с другом, непроизвольно индивидуализированных частей, так что каждая часть набора необходима для выполнения основной функции. Совокупность этих необходимых частей называется неуменьшаемым ядром системы»
Оригинальный текст (англ.)«A system performing a given basic function is irreducibly complex if it includes a set of well-matched, mutually interacting, nonarbitrarily individuated parts such that each part in the set is indispensable to maintaining the system's basic, and therefore original, function. The set of these indispensable parts is known as the irreducible core of the system»

## Критика

Жгутик грамотрицательной бактерии

Концепция неупрощаемой сложности предполагает, что все необходимые части системы (в её нынешней форме) были необходимы всегда и поэтому не могли быть добавлены последовательно, однако это не так. В ходе эволюции то, что сначала было просто выгодно, позже, с изменением других частей системы, может стать необходимым. Кроме того, в ходе эволюции различные части системы могут видоизменяться, приобретать иные функции или полностью утратив функции удаляться из системы. В качестве примера приводятся строительные леса, поддерживающие «неупрощаемо-сложное здание», пока оно не сможет стоять самостоятельно. В частности, главный пример неупрощаемо сложной системы — бактериальный жгутик — не является таковым, что было доказано в ходе изучения его эволюции, и имеет общего предшественника с секреторной системой III типа, состоящей из 10 белков, гомологичных имеющимся в бактериальном жгутике. Сам Бихи признал, что его аргумент против дарвинизма не является целостным логическим доказательством. В судебном процессе «Кицмиллер против школьного округа Довер» было установлено, что концепция неупрощаемой сложности опровергнута научным сообществом.